# Namangan
Namangan (phát âm tiếng Uzbek: [næmæŋɡæn]; tiếng Nga: Наманган) là một thành phố ở miền đông Uzbekistan. Đây là trung tâm hành chính, kinh tế và văn hóa của tỉnh Namangan. Về mặt hành chính, đây là một thành phố cấp huyện. Namangan nằm ở rìa phía bắc của Thung lũng Fergana, cách biên giới Kyrgyzstan chưa đầy 30 km, và có sân bay Namangan.
Namangan là một trung tâm thương mại và thủ công quan trọng ở Thung lũng Fergana kể từ thế kỷ 17. Nhiều nhà máy được xây dựng trong thành phố từ thời Xô Viết. Trong Thế chiến thứ hai, sản xuất công nghiệp ở Namangan tăng gấp 5 lần so với giai đoạn 1926–1927. Hiện tại, Namangan chủ yếu là trung tâm công nghiệp nhẹ, chuyên về chế biến thực phẩm. Dân số được ghi nhận chính thức của thành phố là 657.000 người vào năm 2022. Người Uzbek là nhóm dân tộc lớn nhất.

## Khí hậu
Namangan có khí hậu bán khô lạnh (phân loại khí hậu Köppen: BSk) với mùa đông lạnh và mùa hè nóng. Nhiệt độ trung bình tháng 7 là 26,3 °C (79,3 °F). Nhiệt độ thấp nhất tháng 1 −2,3 °C (27,9 °F).
| Dữ liệu khí hậu của Namangan                                        | Dữ liệu khí hậu của Namangan | Dữ liệu khí hậu của Namangan | Dữ liệu khí hậu của Namangan | Dữ liệu khí hậu của Namangan | Dữ liệu khí hậu của Namangan | Dữ liệu khí hậu của Namangan | Dữ liệu khí hậu của Namangan | Dữ liệu khí hậu của Namangan | Dữ liệu khí hậu của Namangan | Dữ liệu khí hậu của Namangan | Dữ liệu khí hậu của Namangan | Dữ liệu khí hậu của Namangan | Dữ liệu khí hậu của Namangan |
| Tháng                                                               | 1                            | 2                            | 3                            | 4                            | 5                            | 6                            | 7                            | 8                            | 9                            | 10                           | 11                           | 12                           | Năm                          |
| ------------------------------------------------------------------- | ---------------------------- | ---------------------------- | ---------------------------- | ---------------------------- | ---------------------------- | ---------------------------- | ---------------------------- | ---------------------------- | ---------------------------- | ---------------------------- | ---------------------------- | ---------------------------- | ---------------------------- |
| Trung bình ngày tối đa °F                                           | 39                           | 43                           | 54                           | 68                           | 77                           | 88                           | 91                           | 90                           | 79                           | 68                           | 55                           | 45                           | 66                           |
| Tối thiểu trung bình ngày °F                                        | 25                           | 28                           | 37                           | 48                           | 55                           | 66                           | 70                           | 66                           | 57                           | 46                           | 37                           | 30                           | 47                           |
| Lượng Giáng thủy trung bình inches                                  | 1.1                          | 1.2                          | 1.3                          | 1.2                          | 4.3                          | 0.4                          | 0.2                          | 0.2                          | 0.2                          | 1.0                          | 0.9                          | 1.1                          | 13.1                         |
| Trung bình ngày tối đa °C                                           | 4                            | 6                            | 12                           | 20                           | 25                           | 31                           | 33                           | 32                           | 26                           | 20                           | 13                           | 7                            | 19                           |
| Trung bình ngày tối thiểu °C                                        | −4                           | −2                           | 3                            | 9                            | 13                           | 19                           | 21                           | 19                           | 14                           | 8                            | 3                            | −1                           | 9                            |
| Lượng Giáng thủy trung bình mm                                      | 27                           | 30                           | 34                           | 31                           | 108                          | 11                           | 5                            | 5                            | 5                            | 25                           | 24                           | 28                           | 333                          |
| Số ngày mưa trung bình                                              | 8                            | 8                            | 8                            | 6                            | 9                            | 2                            | 2                            | 1                            | 1                            | 5                            | 6                            | 6                            | 62                           |
| Nguồn: https://www.weather-atlas.com/en/uzbekistan/namangan-climate |                              |                              |                              |                              |                              |                              |                              |                              |                              |                              |                              |                              |                              |

## Nhân khẩu
Với dân số 644.800 người (2021), Namangan là thành phố có dân số lớn thứ hai ở Uzbekistan. Từ năm 2016 đến 2017, dân số đã tăng gần 100.000 người, một phần do sự thay đổi ranh giới giữa thành phố và các huyện lân cận. Người Uzbek và người Tajik là những nhóm dân tộc lớn nhất.

## Thành phố kết nghĩa
- Seongnam, Hàn Quốc
- Thượng Hải, Trung Quốc
- Praha, Cộng hòa Séc